# Соціальна співпраця
Коопера́ція — процес, в ході якого представники однієї або декількох соціальних груп діють спільно і скоординовано ради досягнення єдиної мети. Основою кооперації є взаємна вигода.